# DSA-464
La DSA-464 es una carretera perteneciente a la Red Secundaria de la Diputación Provincial de Salamanca que une las localidades de Lumbrales y Sobradillo.

## Origen y Destino
La carretera  DSA-464  tiene su origen en Lumbrales en la intersección con la carretera  SA-324 , y termina en el casco urbano de Sobradillo, formando parte de la Red de carreteras de Salamanca.